# Drop It Like It’s Hot
Drop It Like It’s Hot – singel amerykańskiego rapera Snoop Dogga pochodzący z albumu pt. R&G (Rhythm & Gangsta): The Masterpiece. Został wydany we wrześniu 2004 roku. Gościnnie wystąpił Pharrell Williams.
Piosenka stała się wielkim sukcesem, debiutując na 1. miejscu notowań Billboard Hot 100 i Hot R&B/Hip-Hop Songs. Utwór był nominowany do Nagrody Grammy w kategorii najlepsza piosenka rap. Singel został zatwierdzony jako podwójna platyna przez RIAA.

## Lista utworów
Opracowano na podstawie źródła.
1. "Drop It Like It’s Hot (Radio Edit)" – (4:30)
2. "Drop It Like It’s Hot (Instrumental)" – (4:31)
3. "Drop It Like It’s Hot (Album Version)" – (4:07)